# Villard (Creuse)
Villard település Franciaországban, Creuse megyében. Lakosainak száma 381 fő (2022. január 1.). Villard La Celle-Dunoise, Dun-le-Palestel, Fresselines, Maison-Feyne és Saint-Sulpice-le-Dunois községekkel határos.

## Népesség
A település népessége az elmúlt években az alábbi módon változott:
| Lakosok száma | 457  | 347  | 329  | 325  | 349  | 368  | 366  | 370  | 378  | 381  |
|               | 1968 | 1982 | 1999 | 2006 | 2011 | 2015 | 2017 | 2018 | 2020 | 2022 |